# Aleksandrów Pierwszy (Garbów)
Aleksandrów Pierwszy – kolonia wsi Garbów w Polsce, położona w województwie łódzkim, w powiecie łódzkim wschodnim, w gminie Tuszyn.
W latach 1975–1998 miejscowość należała administracyjnie do województwa piotrkowskiego.